# IC 2431
IC 2431 ist eine Gruppe kollidierender Galaxien in 661 Millionen Lichtjahre Entfernung im Sternbild Krebs. Das in ersten Beobachtungen nur nebelartig erscheinende Objekt wurde im Jahr 1906 von dem Astronomen Stéphane Javelle mithilfe des Grande Lunette entdeckt, einem Teleskop mit 76 cm Linsendurchmesser am Observatoire de Nice.
Detaillierte Studien seit Mitte des 20. Jahrhunderts, anfangs unter Rückgriff auf die Palomar Observatory Sky Survey, später unter Einsatz des Hubble-Weltraumteleskops, lassen ein dreifach oder vierfach System von Galaxien mit ausgeprägter Sternentstehung erkennen.